# Copa de la Liga de Francia 2019-20
La Copa de la Liga de Francia 2019-20 fue la 26° edición y última edición de la competición.
El 18 de septiembre de 2019, la Ligue de Football Professionnel votó a favor de suspender la competición indefinidamente después de la edición 2019-20, con el fin de reducir el calendario de las temporadas.

## Sistema de competición
El torneo se disputaba anualmente, de forma paralela al desarrollo de las otras competiciones nacionales francesas como la Liga y la Copa. Se iniciaba en el mes de agosto o septiembre y se prolongaba hasta marzo o abril del siguiente año.
Sólo tomaban parte los clubes profesionales del país, esto es, 45 equipos que incluían los veinte que son parte de la Ligue 1, los otros veinte de la Ligue 2, y 5 del Championnat National. La competición se desarrollaba por rondas de eliminación directa, y los emparejamientos se establecían por sorteo. Todas las eliminatorias se jugaban a partido único. La final se disputaba en terreno neutral, por lo general, el Stade de France (en las tres primeras ediciones se disputó en el Parque de los Príncipes).
El equipo campeón obtenía acceso a la tercera ronda clasificatoria de la UEFA Europa League si no clasificaba por otro medio a otra competición europea o a la misma. Con la desaparición de este torneo, el cupo a la Europa League se reparte en la clasificación general de la Ligue 1.  
|                    | Fase                   | Equipos que provienen de la fase anterior | Equipos que entran en esta fase                     |
| ------------------ | ---------------------- | ----------------------------------------- | --------------------------------------------------- |
| Fases preliminares |                        |                                           |                                                     |
| 1                  | Ronda preliminar       | -                                         | 2 equipos Championnat National                      |
| 2                  | Primera ronda          | 1                                         | 20 equipos Ligue 2 y 3 equipos Championnat National |
| 3                  | Segunda ronda          | 12                                        | -                                                   |
|                    | Fase final             |                                           |                                                     |
| 1                  | Dieciseisavos de final | 6                                         | 14 equipos de la Ligue 1                            |
| 2                  | Octavos de final       | 10                                        | 6 equipos de la L1 con participación en CL y EL     |
| 3                  | Cuartos de final       | 8                                         | -                                                   |
| 4                  | Semifinal              | 4                                         | -                                                   |
| 5                  | Final                  | 2                                         | -                                                   |

## Calendario
El calendario de la competición es el siguiente.
| Fase | Ronda                  | Fecha                | Equipos participantes |
| ---- | ---------------------- | -------------------- | --------------------- |
| 1    | Fase preliminar        | 26 de julio          | 2                     |
| 2    | Primera fase           | 13 de agosto         | 24                    |
| 3    | Segunda ronda          | 27 de agosto         | 12                    |
| 4    | dieciseisavos de final | 29 y 30 de octubre   | 20                    |
| 5    | Octavos de final       | 17 y 18 de diciembre | 16                    |
| 6    | Cuartos de final       | 7 y 8 de enero       | 8                     |
| 7    | Semifinales            | 21 y 22 de enero     | 4                     |
| 8    | Final                  | 21 de julio          | 2                     |

## Fase preliminar
| Equipo 1        | Resultado | Equipo 2       |
| --------------- | --------- | -------------- |
| F. B. en-Bresse | 1-0       | U. S. Quevilly |

## Primera fase
| Equipo 1               | Resultado | Equipo 2            |
| ---------------------- | --------- | ------------------- |
| F. C. Lorient          | 1-2       | Le Mans F. C.       |
| Clermont Foot          | 1-1 (4-3) | Le Havre            |
| Grenoble Foot 38       | 1-1 (4-3) | Rodez Aveyron       |
| Gazélec F. C.          | 2-0       | F. C. Chambly       |
| Paris F. C.            | 2-1       | F. C. Sochaux       |
| Chamois Niortais F. C. | 3-1       | Châteauroux         |
| Stade Malherbe Caen    | 0-1       | AS Nancy            |
| AC Ajaccio             | 4-1       | Valenciennes F. C.  |
| AJ Auxerre             | 0-0 (5-6) | AS Béziers          |
| US Orléans             | 4-1       | Guingamp            |
| F. B. en-Bresse        | 2-2 (7-6) | Red Star F. C.      |
| Troyes                 | 1-2       | Racing Club de Lens |

## Segunda fase
| Equipo 1               | Resultado | Equipo 2         |
| ---------------------- | --------- | ---------------- |
| F. B. en-Bresse        | 1-1 (6-5) | AS Béziers       |
| AS Nancy               | 1-0       | AC Ajaccio       |
| Racing Club de Lens    | 2-2 (5-4) | Clermont Foot    |
| Le Mans F. C.          | 2-2 (5-4) | US Orléans       |
| Chamois Niortais F. C. | 0-0 (5-4) | Grenoble Foot 38 |
| Gazélec F. C.          | 1-1 (5-6) | Paris F. C.      |

## Tercera fase
| Equipo 1               | Resultado | Equipo 2              |
| ---------------------- | --------- | --------------------- |
| Nîmes F. C.            | 3-0       | Racing Club de Lens   |
| F. C. Burdeos          | 2-0       | Dijon F. C.           |
| Le Mans F. C.          | 3-2       | O. G. C. Nice         |
| F. C. Nantes           | 8-0       | Paris F. C.           |
| F. C. Metz             | 1-1 (3-4) | Stade Brestois 29     |
| AS Mónaco              | 2-1       | Olympique de Marsella |
| Stade de Reims         | 2-1       | F. B. en-Bresse       |
| Montpellier            | 3-2       | AS Nancy              |
| Amiens S. C.           | 3-2       | Angers S. C.          |
| Chamois Niortais F. C. | 1-2       | Toulouse F. C.        |

## Cuarta fase
| Equipo 1          | Resultado | Equipo 2            |
| ----------------- | --------- | ------------------- |
| Stade de Reims    | 1-0       | Montpellier         |
| AS Mónaco         | 0-3       | Lille O. S. C.      |
| Olympique de Lyon | 4-1       | Toulouse F. C.      |
| Le Mans F. C.     | 1-4       | Paris Saint-Germain |
| Amiens S. C.      | 3-2       | Stade Rennes F. C.  |
| F. C. Nantes      | 0-1       | Racing Estrasburgo  |
| Nîmes F. C.       | 1-2       | A. S. Saint-Étienne |
| Stade Brestois 29 | 2-0       | F. C. Burdeos       |

## Cuartos de final
| Equipo 1            | Resultado | Equipo 2            |
| ------------------- | --------- | ------------------- |
| Stade de Reims      | 0-0 (4-2) | Racing Estrasburgo  |
| Olympique de Lyon   | 3-1       | Stade Brestois 29   |
| Lille O. S. C.      | 2-0       | Amiens S. C.        |
| Paris Saint-Germain | 6-1       | A. S. Saint-Étienne |

## Semifinales
| Equipo 1          | Resultado | Equipo 2            |
| ----------------- | --------- | ------------------- |
| Olympique de Lyon | 2-2 (4-3) | Lille O. S. C.      |
| Stade de Reims    | 0-3       | Paris Saint-Germain |

## Final
| Equipo 1            | Resultado | Equipo 2          |
| ------------------- | --------- | ----------------- |
| Paris Saint-Germain | 0-0 (6-5) | Olympique de Lyon |

|                                        |
|                                        |
| Campeón Paris Saint-Germain 9.º título |